# Marcel Sabitzer
Marcel Sabitzer (Wels, 1994. március 17. –) osztrák válogatott labdarúgó, a Borussia Dortmund játékosa.

## Pályafutása

### Klubcsapatokban

#### Fiatal évei
2000-ben a Villacher SV junior csapatában kezdett megismerkedni a labdarúgás alapjaival. Egy szezont követően csatlakozott a Grazer AK akadémiájához, ahol egészen 2008-ig volt. Itt a legnagyobb tehetségek közt tartották számon, 2005 és 2008 között 49 gólt szerzett 63 mérkőzésen. 2008 nyarán csatlakozott az újonnan alapított FC Magna csapatához, amely ekkor még szoros együttműködésben volt az Austria Wien klubjával. Az U15-ös korosztállyal a bajnokság harmadik helyén végeztek, valamint 22 mérkőzésen 16 gólt szerzett. A 2009–10-es szezont már az Admira Wacker akadémiáján kezdte meg és az U17, valamint U19-es csapatokban szerepelt.

#### Admira Wacker és Rapid Wien
2010. március 26-án miután előtte pár nappal töltötte be a 16. életévét, bemutatkozhatott az Admira Wacker tartalék csapatában. Az SV Schwechat ellen debütált az idegenben 2–0-ra megnyert mérkőzésen, a 73. percben váltotta Milos Pantict. Szeptember 14-én a felnőtt csapatban is bemutatkozott az SKN St. Pölten ellen, majd 10 nappal később az FC Lustenau 07 ellen első gólját szerezte meg. 2013 januárjában aláírt az SK Rapid Wien csapatához 2016 júniusáig. Február 17-én a rivális Austria Wien ellen debütált, majd egy héttel később a Red Bull Salzburg ellen már gólt is szerzett.

#### Red Bull Salzburg és RB  Leipzig
2014. május 30-án 4 évre aláírt az RB Leipzig együtteséhez, amely rögtön kölcsönadta őt a testvér csapatához. Július 19-én volt klubja ellen gólpasszal debütált. A szezon során 51 tétmérkőzésen 27 gólt szerzett, amivel nagyban hozzájárult a bajnoki címhez és a kupagyőzelemhez. A kölcsönszerződés lejártát követően visszatért Lipcsébe. 2015. július 25-én az FSV Frankfurt ellen a bajnokságban góllal mutatkozott be. December 13-án duplázott a Frankfurt ellen, valamint gólpasszt adott Dominik Kaisernek a 3–1-re megnyert találkozón. 32 bajnoki 8 gólt szerzett és a szezon végén feljutottak az élvonalba.
Az 1. fordulóban a TSG 1899 Hoffenheim ellen megszerezte első német élvonalbeli találatát. 2016. október 29-én a Darmstadt elleni bajnokin duplázott, az ő góljaival nyertek 2–0-ra. A Bundesliga 2. helyén végeztek, megismételte az előző évben nyújtott teljesítményét, miszerint 32 bajnokin 8 gólt szerzett. A 2017–18-as szezonban az 1. fordulóban a kupában a Német labdarúgókupa ellen duplázott, a mérkőzést 5–0-ra nyerték meg. Október 14-én a Borussia Dortmund ellen a 10. percben gólt fejelt csapatkapitányként Roman Weidenfellertnek. A mérkőzést 3–2-re nyerték meg. Három nappal később a bajnokok ligájában a portugál FC Porto ellen gólpasszt adott Emil Forsbergnek. Október 21-én  1–0-ra legyőzték a VfB Stuttgartot, a mérkőzés egyetlen gólját ő szerezte, a 23. percben a tizenhatos előteréből Zieler felett a kapuba tekert. 2018. április 9-én a 17. percben megszerezte a vezetést a csapatának, miután Yussuf Poulsen fejelte le a labdát a tizenhatos előterében Sabitzer 17 méterről a jobb alsóba helyezett labdát a Bayer Leverkusen ellen, ez volt a 100. meccse az RB Leipzig színeiben.

#### Bayern München
2021. augusztus 30-án egy négyéves szerződést írt alá a bajor együttessel. Információk szerint 16 millió euróért vásárolták ki előző csapatából.
Szeptember 11-én korábbi csapata, az RB Leipzig ellen debütált a bajnokság nyitófordulójában a 4–1-s győztes mérkőzésen, a második félidő elején Leon Goretzka helyett állt be.
Három nap múlva a Barcelona ellen debütált a klub színeiben a Bajnokok Ligájában.
2022. április 2-án szerezte első gólját az Freiburg otthonában, a 4–1-s győztes bajnoki zárógólját jegyezte a 90+6 percben.
Három fordulóval később a Borussia Dortmund ellen az utolsó találatnál asszisztot készített elő, Jamal Musialanak.

#### Manchester United
2023. január 31-én jelentették be, hogy júliusig kölcsönbe került a Manchester United csapatához, a sérült Christian Eriksen pótlása miatt. 2023. február 4-én mutatkozott be a Crystal Palace elleni bajnoki mérkőzésen.
Február 8-án lépett pályára először kezdőként, a Leeds United ellen a nyolcadik fordulóban elhalasztott bajnokin, négy nappal később idegenben pedig már végigjátszotta, a szintén Leeds elleni 2–0-ás végeredményű találkozót. Február 23-án nevezték az Európa Liga kieséses szakaszában a Barcelona elleni visszavágóra. Három nappal később angol ligakupa-győztes lett, miután a United 2–0-ra legyőzte a Newcastle United csapatát a Wembley-ben.
Március 1-én bemutatkozott az angol kupasorozatban, a West Ham United elleni 3–1-re végződő győztes mérkőzésen. Első gólját az angol labdarúgókupa negyeddöntőjében szerezte, a Fulham ellen.
2023. április 13-án duplázott a Sevilla elleni Európa-liga-negyeddöntőben. Góljait hét percen belül szerezte az első félidő első felében. 2023 májusában térdsérülést szenvedett, ami véget vetett szezonjának.

#### Borussia Dortmund
2023. július 24-én négyéves szerződést kötött a Borussia Dortmund csapatával.

### A válogatottban
2009 és 2010 között öt mérkőzésen szerepelt és ezeken egy gólt lőtt az U16-os válogatottban. 2010 augusztusában a TOTO Ifjúsági kupán debütált az U17-esek között és az első három mérkőzésén három gólt szerzett, Belgium és Horvátország, valamint Svájc ellen. 2012 májusában remek formában játszott és felhívta ezzel Marcel Koller figyelmét, aki a felnőtt válogatott szövetségi kapitánya volt. Június 1-jén az ukrán labdarúgó-válogatott ellen még a kispadon kapott szerepet, de négy nappal később a Románok ellen viszont a 65. percben Guido Burgstaller cseréjeként debütált. 2014. május 30-án az izlandi labdarúgó-válogatott ellen megszerezte első válogatott gólját. A következő hónapban a cseh válogatott ellen ismét eredményes tudott lenni. 2015. október 9-én a montenegrói labdarúgó-válogatott ellen 2–2-es állást követően a 92. percben belőtte a győztes gólt a 2016-os labdarúgó-Európa-bajnokság selejtező mérkőzésén. Részt vett a 2016-os labdarúgó-Európa-bajnokságon. 2024. június 7-én Ralf Rangnick szövetségi kapitány 26 fős keretébe bekerült, amely a 2024-es labdarúgó-Európa-bajnokságra utazott.

## Család
Édesapja, Herfried Sabitzer korábbi labdarúgó, aki osztrák válogatott játékos volt. Unokatestvére, Thomas Sabitzer a LASK Linz játékosa.

## Statisztika

### Klub
2023. május 7-én lejátszott mérkőzések alapján.
| Klub                           | Szezon           | Bajnokság          | Bajnokság | Bajnokság | Kupa  | Kupa  | Ligakupa | Ligakupa | Nemzetközi | Nemzetközi | Egyéb | Egyéb | Összes | Összes |
| Klub                           | Szezon           | Liga               | Mérk.     | Gólok     | Mérk. | Gólok | Mérk.    | Gólok    | Mérk.      | Gólok      | Mérk. | Gólok | Mérk.  | Gólok  |
| ------------------------------ | ---------------- | ------------------ | --------- | --------- | ----- | ----- | -------- | -------- | ---------- | ---------- | ----- | ----- | ------ | ------ |
| Admira Wacker II               | 2009–2010        | Osztrák Bundesliga | 6         | 0         | 0     | 0     | —        | —        | —          | —          | —     | —     | 6      | 0      |
| Admira Wacker II               | 2010–2011        | Osztrák Bundesliga | 22        | 9         | 1     | 0     | —        | —        | —          | —          | —     | —     | 23     | 1      |
| Admira Wacker II               | 2011–2012        | Osztrák Bundesliga | 12        | 6         | 0     | 0     | —        | —        | —          | —          | —     | —     | 12     | 6      |
| Admira Wacker II               | Összesen         | Összesen           | 40        | 15        | 1     | 0     | —        | —        | —          | —          | 0     | 0     | 41     | 15     |
| Admira Wacker                  | 2010–2011        | Osztrák Bundesliga | 8         | 2         | 0     | 0     | —        | —        | —          | —          | —     | —     | 8      | 2      |
| Admira Wacker                  | 2011–2012        | Osztrák Bundesliga | 20        | 5         | 1     | 0     | —        | —        | —          | —          | —     | —     | 21     | 5      |
| Admira Wacker                  | 2012–2013        | Osztrák Bundesliga | 17        | 3         | 2     | 0     | —        | —        | 4          | 0          | —     | —     | 23     | 3      |
| Admira Wacker                  | Összesen         | Összesen           | 45        | 11        | 3     | 0     | —        | —        | 4          | 0          | 0     | 0     | 52     | 11     |
| Rapid Wien                     | 2012–2013        | Osztrák Bundesliga | 16        | 3         | 1     | 0     | —        | —        | —          | —          | —     | —     | 17     | 3      |
| Rapid Wien                     | 2013–2014        | Osztrák Bundesliga | 29        | 7         | 1     | 0     | —        | —        | 10         | 2          | —     | —     | 40     | 9      |
| Rapid Wien                     | Összesen         | Összesen           | 45        | 10        | 2     | 0     | —        | —        | 10         | 2          | 0     | 0     | 57     | 12     |
| Red Bull Salzburg              | 2014–2015        | Osztrák Bundesliga | 33        | 19        | 6     | 7     | —        | —        | 12         | 1          | —     | —     | 51     | 27     |
| Red Bull Salzburg              | Összesen         | Összesen           | 33        | 19        | 6     | 7     | —        | —        | 12         | 1          | 0     | 0     | 51     | 27     |
| RB Leipzig                     | 2014–2015        | 2. Bundesliga      | 0         | 0         | 0     | 0     | —        | —        | —          | —          | —     | —     | 0      | 0      |
| RB Leipzig                     | 2015–2016        | Bundesliga         | 32        | 8         | 2     | 0     | —        | —        | —          | —          | —     | —     | 34     | 8      |
| RB Leipzig                     | 2016–2017        | Bundesliga         | 32        | 8         | 1     | 1     | —        | —        | —          | —          | —     | —     | 33     | 9      |
| RB Leipzig                     | 2017–2018        | Bundesliga         | 22        | 3         | 2     | 2     | —        | —        | 9          | 0          | —     | —     | 33     | 5      |
| RB Leipzig                     | 2018–2019        | Bundesliga         | 30        | 4         | 5     | 0     | —        | —        | 8          | 1          | —     | —     | 43     | 5      |
| RB Leipzig                     | 2019–2020        | Bundesliga         | 32        | 9         | 3     | 3     | —        | —        | 9          | 4          | —     | —     | 44     | 16     |
| RB Leipzig                     | 2020–2021        | Bundesliga         | 27        | 8         | 5     | 1     | —        | —        | 7          | 0          | —     | —     | 39     | 9      |
| RB Leipzig                     | 2021–2022        | Bundesliga         | 2         | 0         | 0     | 0     | —        | —        | 0          | 0          | —     | —     | 2      | 0      |
| RB Leipzig                     | Összesen         | Összesen           | 177       | 40        | 18    | 7     | —        | —        | 34         | 5          | 0     | 0     | 229    | 52     |
| Bayern München                 | 2021–2022        | Bundesliga         | 25        | 1         | 0     | 0     | —        | —        | 5          | 0          | 0     | 0     | 30     | 1      |
| Bayern München                 | 2022–2023        | Bundesliga         | 15        | 1         | 2     | 0     | —        | —        | 6          | 0          | 1     | 0     | 24     | 1      |
| Bayern München                 | Összesen         | Összesen           | 40        | 2         | 2     | 0     | —        | —        | 11         | 0          | 1     | 0     | 54     | 2      |
| Manchester United (kölcsönben) | 2022–2023        | Premier League     | 11        | 0         | 3     | 1     | 1        | 0        | 3          | 2          | —     | —     | 18     | 3      |
| Karrier összesen               | Karrier összesen | Karrier összesen   | 351       | 82        | 34    | 15    | 1        | 0        | 74         | 10         | 1     | 0     | 461    | 107    |

### Válogatott
2023. június 17-i állapotnak megfelelően.
| Válogatott | Év       | Pályára lépések | Gólok |
| ---------- | -------- | --------------- | ----- |
| Ausztria   | 2012     | 1               | 0     |
| Ausztria   | 2013     | 2               | 0     |
| Ausztria   | 2014     | 6               | 2     |
| Ausztria   | 2015     | 7               | 1     |
| Ausztria   | 2016     | 9               | 1     |
| Ausztria   | 2017     | 4               | 1     |
| Ausztria   | 2018     | 4               | 0     |
| Ausztria   | 2019     | 9               | 2     |
| Ausztria   | 2020     | 4               | 1     |
| Ausztria   | 2021     | 12              | 2     |
| Ausztria   | 2022     | 10              | 2     |
| Ausztria   | 2023     | 2               | 2     |
| Összesen   | Összesen | 70              | 14    |

#### Gólok
| #   | Időpont             | Helyszín                                           | Ellenfél     | Gólok | Eredmény | Kiírás                              |
| --- | ------------------- | -------------------------------------------------- | ------------ | ----- | -------- | ----------------------------------- |
| 1.  | 2014. május 30.     | Tivoli Neu, Innsbruck, Ausztria                    | Izland       | 1–0   | 1–1      | Barátságos mérkőzés                 |
| 2.  | 2014. június 3.     | Andrův stadion, Olmütz, Csehország                 | Csehország   | 1–0   | 2–1      | Barátságos mérkőzés                 |
| 3.  | 2015. október 9.    | Gradski Stadion Podgorica, Podgorica, Montenegró   | Montenegró   | 2–3   | 2–3      | 2016-os Európa-bajnokság selejtező  |
| 4.  | 2016. október 9.    | Rajko Mitić Stadion, Belgrád, Szerbia              | Szerbia      | 1–1   | 3–2      | 2018-as világbajnokság selejtező    |
| 5.  | 2017. november 14.  | Ernst Happel Stadion, Bécs, Ausztria               | Uruguay      | 1–0   | 2–1      | Barátságos mérkőzés                 |
| 6.  | 2019. szeptember 6. | Stadion Wals-Siezenheim, Wals-Siezenheim, Ausztria | Lettország   | 2–0   | 6–0      | 2020-as Európa-bajnokság selejtező  |
| 7.  | 2019. október 10.   | Ernst Happel Stadion, Bécs, Ausztria               | Izrael       | 3–1   | 3–1      | 2020-as Európa-bajnokság selejtező  |
| 8.  | 2020. szeptember 4. | Ullevaal Stadion, Oslo, Norvégia                   | Norvégia     | 2-0   | 2-1      | 2020–2021-es UEFA Nemzetek Ligája   |
| 9.  | 2021. október 9.    | Tórsvøllur, Tórshavn, Feröer                       | Feröer       | 2–0   | 2–0      | 2022-es világbajnokság-selejtező    |
| 10. | 2021. november 12.  | Wörthersee Stadion, Klagenfurt, Ausztria           | Izrael       | 4–2   | 4–2      | 2022-es világbajnokság-selejtező    |
| 11. | 2022. március 24.   | Cardiff City Stadion, Cardiff, Wales               | Wales        | 1–2   | 1–2      | 2022-es világbajnokság-selejtező    |
| 12. | 2022. június 3.     | Gradski Vrt Stadion, Eszék, Horvátország           | Horvátország | 3–0   | 3–0      | 2022–2023-as UEFA Nemzetek Ligája A |
| 13. | 2023. március 24.   | Raiffeisen Aréna, Linz, Ausztria                   | Azerbajdzsán | 2–0   | 4–1      | 2024-es Európa-bajnokság selejtező  |
| 14. | 2023. március 24.   | Raiffeisen Aréna, Linz, Ausztria                   | Azerbajdzsán | 3–0   | 4–1      | 2024-es Európa-bajnokság selejtező  |

## Sikerei, díjai

### Klub
- Admira Wacker:
  - Osztrák másodosztály: 2010–11
- Red Bull Salzburg:
  - Osztrák Bundesliga: 2014–15
  - Osztrák kupa: 2015
- Bayern München
  - Bundesliga: 2021/22
- Manchester United
  - Angol ligakupa: 2022–2023

### Egyéni
- Az év osztrák labdarúgója: 2017[47]